# Coll del Jou
El Coll del Jou és una collada del municipi de la Coma i la Pedra, a la Vall de Lord (Solsonès) que assoleix els 1.200,2 m d'altitud i que està situada entre el serrat del Jou (a l'oest) i la serra de Pratformiu (a l'est). Hi passa una pista forestal que comunica el bosc del Jou amb l'Obaga Negra. Al seu vessant sud hi ha les masies de Casabella, Cal Calat i El Jou i l'ermita de Sant Lleïr de Casabella.